# 大内町 (香川県)
大内町（おおちちょう）は、香川県大川郡にあった町。

## 歴史
- 1954年（昭和29年）4月1日 - 大川郡丹生村・誉水村が新設合併し、大内町が発足。
- 1955年（昭和30年）3月15日 - 大川郡三本松町と新設合併し、改めて大内町が発足。
- 1958年（昭和33年）7月1日 - 町章を制定する[1]。
- 2003年（平成15年）4月1日 - 大川郡引田町・白鳥町と合併し、東かがわ市が発足。同日大内町廃止。

## 出身者
- 上村一郎（東かがわ市長）